# La Lana d'Arblada
Lana Sobiran (en francès Lanne-Soubiran) és un municipi francès situat al departament del Gers i a la regió d'Occitània.

## Demografia
| 1962                                       | 1968 | 1975 | 1982 | 1990 | 1999 | 2006 |
| ------------------------------------------ | ---- | ---- | ---- | ---- | ---- | ---- |
| 160                                        | 163  | 101  | 103  | 105  | 89   | 100  |
| Des de 1962: població sense dobles comptes |      |      |      |      |      |      |

## Administració
| Període   | Identitat           | Partit          |
| --------- | ------------------- | --------------- |
| 2001-2008 | Jean-Marie Vaillant |                 |
| 2008-     | Yves Imbert         | Les Alternatifs |